# EL/W-2090

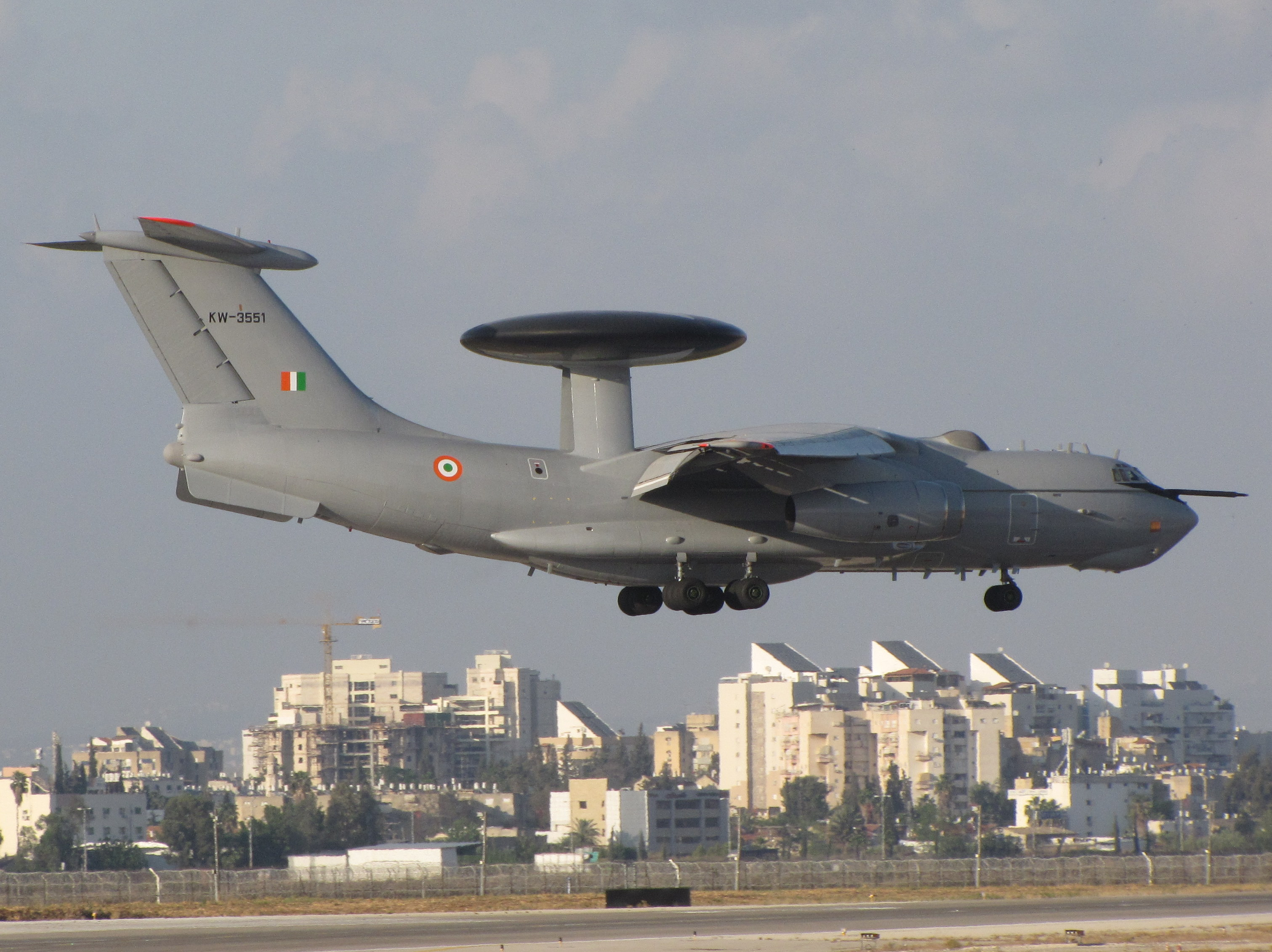
인도 공군의 A-50EI는 러시아 기체에 이스라엘 EL/W-2090를 장착했다.

EL/W-2090은 이스라엘의 조기경보기 시스템이다. EL/M-2075 팰콘 시스템의 최신형 버전이다.

## 기능
EL/M-2075 팰콘, EL/W-2085 보다 발전된 AESA 레이다 시스템이다. 전미과학자연맹은 1999년과 2008년 기사에서, EL/M-2075 팔콘이 현재 세계 최고의 시스템이라고 기술했다.

## 수출

### 인도
2004년 3월, 인도는 11억 달러에 이스라엘 팰콘 시스템을 3대를 구매계약했다. 인도 공군은 러시아 조기경보기 A-50 메인스테이의 수출형 버전인 A-50EI에, 이스라엘 EL/W-2090를 장착했다. A-50 메인스테이는 일류신 Il-76을 조기경보기로 개조한 것이다.

### 중국
1994년 이스라엘은 팰콘 시스템 4대를 중국에 팔려고 교섭을 시작했다. 1996년 7월 계약이 체결되었다. 1997년 러시아가 프로그램에 참여했다. 1999년 10월 최초의 러시아제 일류신 Il-76 비행기가 레이다 장착을 위해 이스라엘에 도착했다. 1999년까지 조용하던 미국이, 2000년 4월, 이 계약이 진행되면 이스라엘에 대한 미국의 군사원조를 중단하겠다고 위협했다. 2000년 7월 12일 이스라엘 총리는 이 수출계약을 취소했다. 그러나 그 후에도 이스라엘은 새로 선출된 부시 행정부가 이 계약을 반대하지 않기를 바랬다. 2002년 3월 이스라엘은 중국이 지불했던 1억 6천만 달러에 대해, 3억 5천만 달러어치 손해배상 패키지를 제공했다. 중국 KJ-2000 조기경보기는 2003년 초도비행에 성공하여, 2004년에 실전배치되었다. 중국은 자국산 레이다라고 주장하는데, 서방에서는 EL/W-2090일 것이라고 본다.